# Luzarches
Luzarches egy község Franciaországban. Lakosainak száma 4909 fő (2022. január 1.).

## Földrajza
Luzarches Chaumontel, Bellefontaine, La Chapelle-en-Serval, Coye-la-Forêt, Orry-la-Ville, Asnières-sur-Oise, Belloy-en-France, Épinay-Champlâtreux, Fosses, Lassy, Seugy és Viarmes községekkel határos.

## Testvértelepülések
- Yamoussoukro
- Moanda
- Montrose